# Fritz Gerber (Manager)

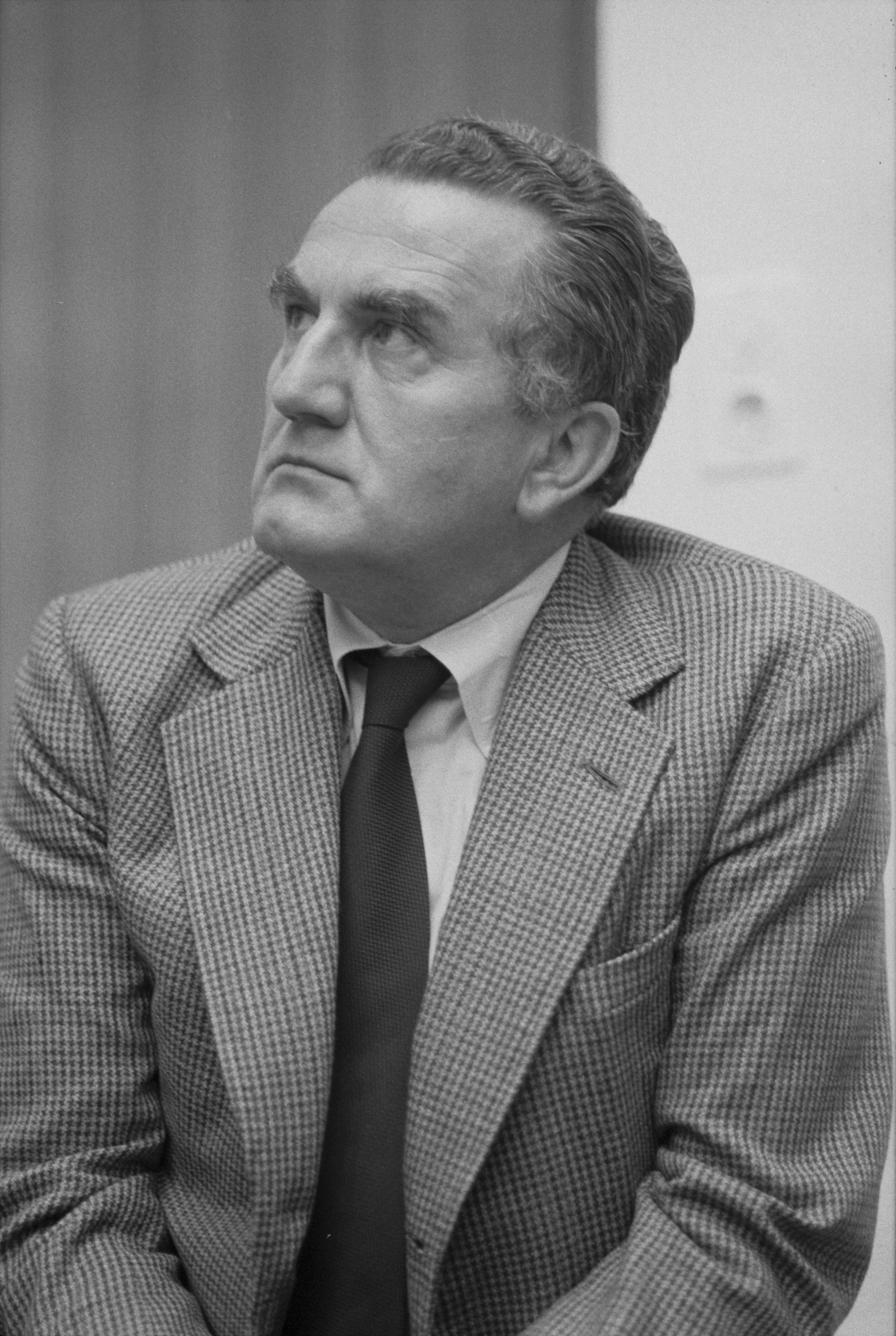
Fritz Gerber (1983)

Fritz Gerber (* 22. März 1929 in Huttwil; † 10. Mai 2020 in Basel) war ein Schweizer Manager.

## Leben
Fritz Gerber wuchs in Huttwil im Emmental auf, wo ihm 1999 das Ehrenbürgerrecht verliehen wurde. Er studierte Rechtswissenschaften an der Universität Bern und schloss als lic. jur. ab. Er erwarb auch das Fürsprecherpatent als Notar des Kantons Bern. Der Berufseinstieg erfolgte beim Eidgenössischen Volkswirtschaftsdepartement in Bern (heute SECO), wo er während zweier Jahre tätig war. Dann trat er 1958 in die Dienste der Zürich Versicherung in Zürich. Dort wurde er für verschiedene Aufgaben eingesetzt und erwarb erste Auslanderfahrungen als Sanierer von darbenden Tochtergesellschaften in Indien und Australien. Als erst 36-Jähriger wurde er 1965 zum damals jüngsten Direktor dieses Versicherungskonzerns ernannt. Die steile Karriere setzte er fort und bekleidete ab 1977 die Doppelfunktion von Geschäftsführer (CEO) und Verwaltungsratspräsident. Ab 1991 bis 1995 beschränkte er sich auf die Rolle als Verwaltungsratspräsident von Zürich. Dieses Unternehmen stieg unter seiner Führung zu einem der international erfolgreichsten Industrieversicherer auf. Nach 1995 bekleidete er das Amt eines Ehrenpräsidenten.
Er war eine der wenigen Persönlichkeiten, welche bei zwei der grössten Schweizer Unternehmen gleichzeitig über Jahre die Führungspositionen einnahm. Bei der Roche Holding in Basel war er von 1978 bis 1997 Präsident des Verwaltungsrates und zugleich Geschäftsführer (CEO). Gerber hatte eine geschickte Hand bei Zukäufen von Firmen, insbesondere der Beteiligung an Genentech in South San Francisco. Diese Biotech-Firma wurde später vollständig übernommen und entwickelte einige der erfolgreichsten Medikamente für den Roche-Konzern. Die Übernahme von Boehringer Mannheim stärkte die Diagnostiksparte Roche Diagnostics entscheidend. Ab 1997 bis 2004 war er weiterhin Mitglied des Verwaltungsrates von Roche. 2004 wurde er zum Ehrenpräsidenten von Roche ernannt.
Gerber hatte fünf Kinder aus erster Ehe. In zweiter Ehe war er mit Renate Prinz verheiratet, der Witwe des 1983 verstorbenen Vorstandsvorsitzenden von Daimler-Benz, Gerhard Prinz. Gerber wohnte zuletzt in Arlesheim und im Engadin. Er verstarb im Mai 2020 im Alter von 91 Jahren an den Folgen eines Hirnschlages im Universitätsspital Basel und wurde auf dem Friedhof am Hörnli in Riehen beigesetzt.

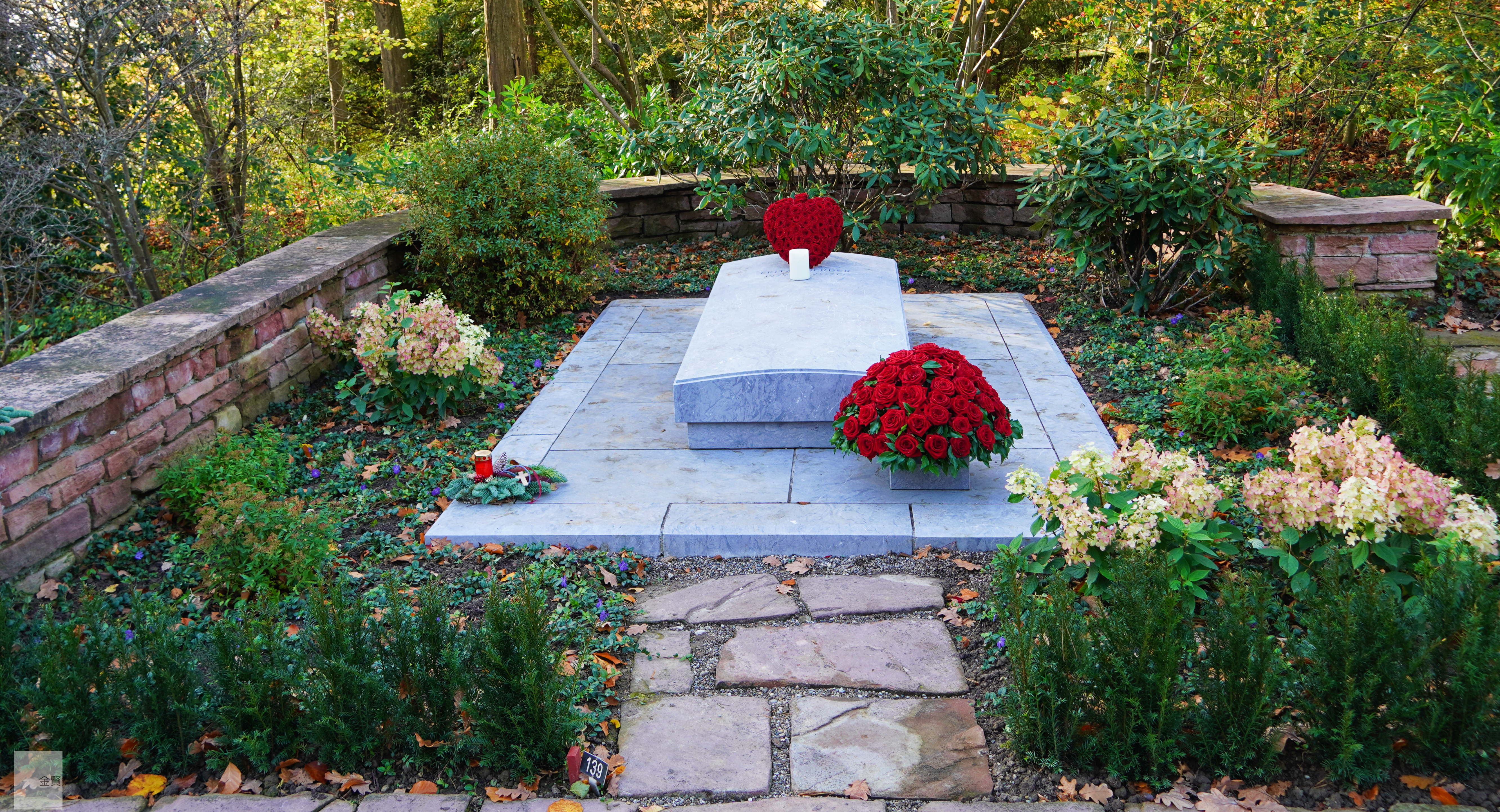
Grab Fritz Gerber, Friedhof am Hörnli

## Weitere Mandate in Verwaltungsräten
- 1967–1991 Imperial Chemical Industries, Schweiz
- 1977–1981 Alusuisse, Zürich
- 1978–1996 Crédit Suisse, Zürich
- 1981–2001 Nestlé, Vevey (Vizepräsident des Verwaltungsrates)
- 1989–1996 IBM Corporation, Armonk, USA
- 1997–2005 Bankhaus Sal. Oppenheim, Zürich[2]

## Weitere Tätigkeiten
- Ehrenpräsident der Fritz Gerber Stiftung für begabte junge Menschen
- Präsident der Paul Sacher Stiftung für Zeitgenössische Musik (bis 2006)
- Mitglied des Stiftungsrates des Lucerne Festival (bis 2004)
- Mitglied der «Orchesterakademie des Philharmonischen Orchesters Berlin» (bis 2004)

## Ehrungen
- Ehrendoktor der Philosophisch-naturwissenschaftlichen Fakultät der Universität Basel